# Patricia Llabres Herrera
Patricia Llabres Herrera (* 15. April 1996 in Barcelona) ist eine spanische Volleyballnationalspielerin.

## Karriere
Llabres kam in der Schule zum Volleyball. Sie begann ihrer Karriere bei Club Volei Esplugues. 2014 ging sie zu Haro Rioja Voley. 2016 wurde die Libera erstmals in die spanische Nationalmannschaft berufen. Von 2017 bis 2020 spielte sie bei VB Logroño. Anschließend wechselte sie zu CV Tenerife Libby's La Laguna. Mit der Nationalmannschaft nahm sie an der Europameisterschaft 2023 teil. Danach wurde sie vom deutschen Bundesligisten SSC Palmberg Schwerin verpflichtet. Mit Schwerin erreichte sie das Viertelfinale im DVV-Pokal 2023/24 und wurde deutsche Vizemeisterin. In ihrer zweiten Saison in Schwerin gewann sie mit der Mannschaft die deutsche Meisterschaft und war zudem die beste Annahmespielerin der Liga.